# Сандићева кућа у Зрењанину
Сандићева кућа у Зрењанину је подигнута 1790. године и представља непокретно културно добро као споменик културе од великог значаја.

## Изглед куће
Подигнута је тако да ужом страном, на којој су два прозора, постављена према улици. Грађена је од набоја, двосливног крова покривеног трском са наглашено испуштеном стрехом дух дворишне стране. Састоји се од пет просторија у низу: стајаћа соба, кухиња са подоџаком, мања соба, остава и штала. Собе су међусобно и са спољном средином повезане преко кухиње, док су друге две просторије засебне. Штала је зидана опеком и облепљена блатом, што упућује на претпоставку да је касније призидана.
На чеоној страни је постављена плоча са натписом који обавештава да је у овој кући живео Александар Сандић (1836–1908), књижевник и писар Вука Караџића. Студирао је право и словенску филологију у Бечу. Био је професор гимназије у Сремским Карловцима и Новом Саду и учествовао у раду Матице српске и новосадског Српског народног позоришта. Превео је десетак позоришних комада, проучавао стару српску књижевност и бавио се публицистиком.
Кућа је крајем 2017. године ограђена, пошто је услед вишедеценијског немара представљала опасност за пролазнике. Кућа се највећим делом урушила у лето 2019. године.

## Галерија
- Сандићева кућа
- Дворишна фасада куће
- Поглед на кућу из Карађорђевог парка
- Сандићева кућа и капија суседне куће (срушена)